# Cratyna brevipetiolata
Cratyna brevipetiolata är en tvåvingeart som först beskrevs av Edwards 1927.  Cratyna brevipetiolata ingår i släktet Cratyna och familjen sorgmyggor. Inga underarter finns listade i Catalogue of Life.